# 盐析
盐析（salting out）是在溶液中加入无机盐类而使某种物质溶解度降低而析出的过程或方法。
蛋白质的分子颗粒直径在0.1—0.001μm，属于胶体範圍。在蛋白质溶液中加入无机盐（如硫酸铵、硫酸钠、氯化钠等），會吸引大量水分子與這些無機鹽離子水合，於是蛋白質表面暴露出來的疏水性區域增加，彼此靠著疏水性作用力結合，而從溶液中沉澱，这种作用便称为盐析。
值得注意的是，盐析相对于盐溶（salting in），是一个可逆过程，可将盐析出来的蛋白质再次溶于水而不影响原蛋白质的性质。不同的無機鹽對鹽析的作用是不同的，同一种盐对于不同蛋白质的作用效果也是不同的。所以，在某些实验，可利用盐析分离出不同的蛋白质。

## 外部連結
- 充分利用反溶剂结晶 （页面存档备份，存于）
- 盐析 （页面存档备份，存于） on UC Davis ChemWiki